# Крючков Віктор Григорович
Крючков Віктор Григорович — (* 9 вересня 1947, м. Шпола Черкаської області) — український скульптор. Член Національної спілки художників України (1992). Член Гільдії медальєрів України (1990). Заслужений художник України.

### Життєпис
Народився 9 вересня 1947 р. у м. Шпола (Черкаська обл.)
Закінчив відділення скульптури Харківського державного художнього училища. Педагоги з фаху: О. Фоменко, Г. Коробов, Ю. Киянський.
З 1974 р. — працював на рекламному комбінаті у Черкаси..
1988—1998 рр. — працював у художньо-виробничих майстернях.
Працює художником-реставратором у Черкаський обласний краєзнавчий музей.

### Творчість
Спеціалізація: скульптура малих форм, медальєрне мистецтво, реставрація
Основна тема робіт: видатні постаті української історії та культури.
Учасник молодіжних, обласних, республіканських, персональних виставок.
Брав участь у Першій виставці «Медальєрне мистецтво в Україні» (м. Львів), у Всеукраїнських трієнале скульптури у 2000, 2005, 2008 рр. (м. Київ), у пленері «Тарасова гора-2000».
Персональні виставки: Черкаси (1997, 2000, 2007). Шпола, Чигирин (Черкаська область, 2009).

#### Роботи
- «Весна фронтова» (1973).

- «Т. Шевченко» (1988).
- «В неволі тяжко» (1990).
- «Данило Нарбут» (1991).
- «У Черкасах» (2007).
- «Рік 1648», «Вітер з України», «Філософ — Сковорода» (2007).

Медалі;
- «Квіти 33-го», «Іван Гонта» (1993).
- «Богдан Хмельницький» (1995).
- «Тарас Шевченко», «Максим Залізняк» (1996),
- «Минули літа молодії…» (1998).
- «Остафій Дашкевич», «Мельхіседек Значко-Яворський» (1999).
- «Остання путь» (2001).
- «Іван Підкова», «Іван Кулик» (2005).
- «Іван Сірко», «Северин Наливайко» (2006).
- «А серцем лину на Вкраїну» (2007)[2].

Серед робіт скульптора Пам'ятник Юрію Горлісу-Горському у селі Мельники Черкаська область.
Окремі роботи зберігаються у Шевченківський національний заповідник у Канів, Літературно-меморіальний музей І. Нечуя-Левицького у смт Стеблів Корсунь-Шевченківський. район.
Медалі зберігаються у Ватикан та в українській амбасаді у Відень.
Переможець Другого фестивалю льодових скульптур у Черкаси «КриЖталь» (9 — 11 січня 2009). Його фігура «Ерато» (муза любовної лірики) отримала перший приз. .